# Microcomptador de programa
El microcomptador de programa és un registre que permet realitzar el sentenciant dins del microcodi. Conté la posició de la següent microoperació a executar en el microcodi. Podríem dir que el microPC, dins de la U.C. és al microprograma format per microinstruccions com el registre PC, dins de la UP és el programa d'usuari format per instruccions màquina.